# سابین اپلمان
 سابین اپلمان (انگلیسی: Sabine Appelmans؛ زاده ۲۲ آوریل ۱۹۷۲) یک تنیس‌باز اهل بلژیک است.